# Spirkelbach
Spirkelbach est une municipalité de la Verbandsgemeinde Hauenstein, dans l'arrondissement du Palatinat-Sud-Ouest, en Rhénanie-Palatinat, dans l'ouest de l'Allemagne.